# Matara cyanea
Matara cyanea là một loài tò vò trong họ Ichneumonidae.